# دزني ليجندز (اساطير دزني)

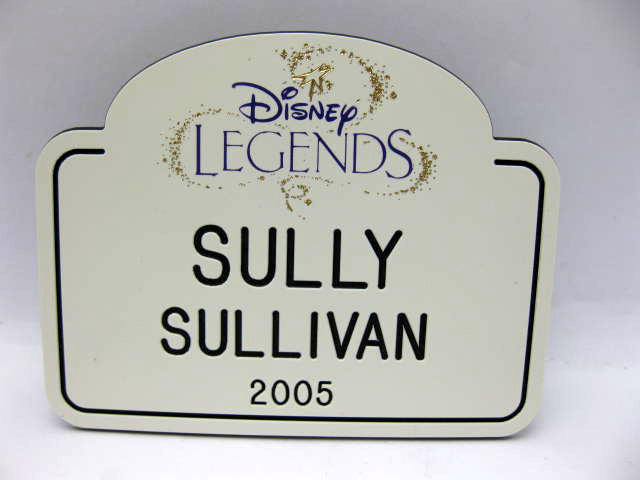

برنامج ديزني ليجندز من أشهر البرامج التي تعترف بالأفراد الذين ساهموا مساهمات غير عادية ومتكاملة لشركة والت ديزني. تأسس هذا الرنامج في عام 1987. يقام فيه حفل خاص يتم فيه تكريمهم بشكل تقليدي سنويا ومنذ عام 2009 أصبح يقام كل سنتين في معرض ديزني.
يتم اختيار الفائزين من قبل لجنة اختيار تم تعيينها في السابق من قبل اساطير ديزني روي أي ديزني وابن اخت والت ديزني ونائب الرئيس السابق ومدير الفخامة لشركة والت ديزني. تتألف اللجنة من مدراء وتنفيذيين ومؤرخين واخرين من شركة والت ديزني. يكرم كل فائز بلوحة تذكارية برونزية بالإضافة إلى تمثال ويتم عرض بصمات الفائزين وتوقيعهم إذا كانوا على قيد الحياة أو صورة لشعار المثال إذا كان الحدث بعد وفاتهم. تعرض اللوحات في ليجندز بلازا في استوديوهات والت ديزني في بربانك كاليفورنيا وعلى الجانب الأخر من مبنى مايكيل دي. يحصل الفائزون على بطاقة دخول ديزني الذهبية وهي تذكرة مرور لجميع منتزهات ديزني الترفيهية.

## الجائزة
تمثال جائزة اسياطير ديزني:
ابتكرت المخرجة اندريا فافيلي جائزة ديزني ليجندز والتي تصنع يدويا من البرونز كل عام. تصور هذه الجائزة ذراع ميكي ماوس وهو يحمل عصا سحرية نهاياتها نجمة. تشمل جائزة ديزني ليجندز على ثلاثة عناصر مميزة تميز المساهمات التي يقدمها كل فائز موهوب.
اللولب وهو يعني الخيال وقوة الفكرة. تحمل اليد هدايا المهارة والانضباط والحرفية وتمثل العصا السحرية الشرارة التي تشتعل عندما يجتمع الخيال والمهارة لخلق حلم جديد.
تتألف لجنة ديزني الأولى من (ديف سميث), و (ارلين لودويج), و (مارتي سكلار), و (راندي برايت), و (جاك ليندقويست), و (شارون هاروود), و (ارت ليفيت شيلي مايلز), و (باولا سيقمان), و (دوريزسميث), و (ستاكيا مارتن).

## المستلمين ومشاركاتهم
وهنا الاسم الذي وضع للجوائز التي منحت بعد وفات الأفراد  

### سنة 1987
(فريد ماكموراي) -فلم

#### سنة 1989
ليس كلارك -رسوم متحركة
مارك دافيس – رسوم متحركة ومبتكر
اب لوريس – رسوم متحركة ومبتكر
اولي جونستون – رسوم متحركة
ميلت كال – رسوم متحركة
وارد كيمبال – رسوم متحركة ومبكر
ايريك لارسون – رسوم متحركة.
جون لونسبري – رسوم متحرك.
وولفقانغ ريذرمان – رسوم متحركة.
فرانك ثوماس – رسوم متحركة.
كلهم عدا اب لوريس فقد كان من التسعة رجال الكبار في ديزني.

##### سنة 1990
روجر بروجي – مبتكر.
جوي فولر – مبتكر.
جوهن هينتش – رسوم متحركة ومبتكر.
ريتشار شيرمان – موسيقي.
روبرت شيرمان – موسيقى.

###### سنة 1991
كين اندرسون – رسوم متحركة ومبتكر.
جولي اندرسون – فيلم.
كارل باركس – رسوم متحركة وناشر.
ماري بلاير- رسوم متحركة ومبتكرة.
كلاود كواتس – رسوم متحركة ومبتكر.
دون داغرادي – رسوم متحركة وفيلم.
سترلينق هولوواي – رسوم متحركة – صوت.
فيس باركر – فيلم وتلفاز.
بيل والش- فلم وتلفاز.

###### سنة 1992
جيمي دود- تلفاز.
بيل ايفانس – مبتكر.
انيت فيونيسيلو – فيلم وتلفاز.
جو قرانت – رسوم متحركة.
جاك هانه – رسوم متحركة.
وينسون هايبلير – فيلم.
كين اوكنور- رسوم متحركة ومبتكر.
روي ويليامز – رسوم متحركة وتلفاز.

###### سنة 1993
بينتو كولفينق – رسوم متحركة - صوت.
بودي ابسن – فيلم وتلفاز.
بيتير الينشو – فيلم.
بلاين قيبسون – رسوم متحركة ومبتكر.
هاربر قوف – فيلم ومبتكر.
ارفينق لودوينج – فيلم.
جيمي ماكدونالد – رسوم متحركة – صوت.
كلارنس ناش – ؤسوم متحركة – صوت.
دون تاتوم – إدارة.
كارد والكر – إدارة.

###### سنة 1994
أدريانا كاسيلوتي - رسوم متحركة - مؤدية صوت.
بيل كوتريل - رسوم متحركة -  مبتكر.
مارفين ديفيس - مصور – مبتكر.  
فان فرانس – مبتكر.
دايفيد هاند - رسوم متحركة.
جاك ليندكويست.
بيل مارتن – مبتكر.
بول ج. سميث - ملحن.
فرانك ويلز - إدارة.

###### سنة 1995
والي بوج – مبتكر.
فولتون بيرلي – مبتكر.
دين جونز – مصور.
أنجيلا لانسبوري - مصورة.
إدوارد ميك - مبتكر.
فريد مور - رسوم متحركة.
ثورل فينيكروفت - رسوم متحركة - مؤدي صوت.
واثل روجرز – مبتكر.
بيتي تايلور - مبتكرة.

###### سنة 1996
بوب آلن - مبتكر.
ريكس آلن - مصور – تلفاز.
إكس أتينسيو -رسوم متحركة - مبتكر.
بيتي لو جيرسون - رسوم متحركة - مؤدية صوت
بيل جستيس - رسوم متحركة – مبتكر.
بوب ماثيسون -مبتكر
سام مكيم - مبتكر
بوب مور -رسوم متحركة - مصور.
بيل بيت -  رسوم متحركة - راوي.
جو بوتر -مبتكر.

###### سنة 1997
أقيم هذا الاحتفال في دزني لاند في  باريس للاحتفال بيوم ميلاد الخامس للموظفين الأوروبيون عام 1997.
لويس اديس – موسيقي.
انجل انجلوبولوس – ناشر.
انتوني بيرتين – شخصية بائع.
ارماند بيقل – شخصية بائع.
قاودينزيو كابيلي – ناشر.
روبرتو دي ليونارديز – فيلم.
كيرل ايدجار – فيلم.
والي فيقنوكس – فيلم.
دايدر فورت – ناشر

###### سنة 1998
جيمس ألقار، الرسوم المتحركة والأفلام
بدي بيكر، الموسيقى
كاثرين بومنت، الرسوم المتحركة والأصوات
فرجينيا دايفس، الموسيقى
روي إي. ديزني، الأفلام والرسوم المتحركة والإدارة
دون إسكان، الإدارة
ولفريد جاكسون، الرسوم المتحركة
غلينس جونز، الأفلام
كاي كامين، بضائع الشخصيات
بول كينورثي، الأفلام
لاري لانسبرغ، الأفلام والمسلسلات
هايلي ميلز، الأفلام
آل ميلوت وإلما ميلوت، الأفلام
نورمان«ستورمي» بالمر، الأفلام
لويد ريتشردسون، الأفلام
كيرت راسل، الأفلام
بن شاربيستين، الرسوم المتحركة والأفلام
ماساتومو تاكاهاشي، الإدارة
فلاديمير (بيل) تيلتا، الرسوم المتحركة
ديك فان دايك، الأفلام
ماتسوه يوكوياما، بضائع الشخصيات
ملاحظة: أُقيم احتفالان في هذه السنة: الأول أُقيم في قاعة أساطير ديزني الجديدة استديو والت ديزني في السادس عشر من أكتوبرلتميز 19 شخص من 21 المكرمين. أُقيم الحفل الاحتفال الأخر في أكتوبر الثاني عشر في مدينة ديزني لاند في طوكيو على شرف تاكاشي ويوكوياما.

###### 1999
تيم ألين، المسلسلات والأفلام والرسوم المتحركة والصوت
ماري كوستا، الرسوم المتحركة والصوت
نورم فورغسون، رسوم بلو ريبن
بيل غارتي، الأفلام
ييل جرايس، الرسوم المتحركة ومجموعة البحث والتطوير في ديزني
الكونتزني، بضائع الشخصيات
هاملتون لسك، الرسوم المتحركة
 ديك نونيس، الجذب السياحي
تشارلي ريدجواي، الجذب السياحي

###### 2000s
غرايس بايلي، الرسوم المتحركة
هاريت برنز، مجموعة البحث والتطوير في ديزني
جويس كارلسون، الرسوم المتحركة ومجموعة البحث والتطوير في ديزني
رون دومينغيز، مسؤول عن حدائق ومنتجعات ديزني
كليف إدواردز، الرسوم المتحركة والصوت
بيكي فلبرغ، الرسوم المتحركة
ديك جونز، الرسوم المتحركة والصوت
دودي روبرتز، الرسوم المتحركة
ريتا سكوت، الرسوم المتحركة
روثي تومبسون، الرسوم المتحركة

###### 2001
هوارد اشمان، الموسيقى
بوب بروتون، الأفلام
جورج برونس الموسيقى
فرانك تشرشل، الموسيقى
لياه هارلين، الموسيقى
فريد يورغر، مجموعة البحث والتطوير في ديزني
آلان مينكين، الموسيقى
مارتن سكلار، مجموعة البحث والتطوير في ديزني
نيد واشنطن، الموسيقى
تايرس وونغ، الرسوم المتحركة

###### 2002
كين اناكين، الأفلام
هيو أتول، الأفلام
موريس شوفالييه، الأفلام
فيل كولينز، الموسيقى
السير جون ميلز، الأفلام
روبرت نيوتن، الأفلام والمسلسلات
السير تيم رايس، الموسيقى
روبرت ستيفنسون، الأفلام
 ريتشارد تود، الأفلام والمسلسلات
ديفيد توملينسون، فلم بلو ريبن
ملاحظة: على شرف افتتاح حديقة استديو والت ديزني وديزني لاند في باريس. أُقيم الاحتفال في مبنى الرسوم المتحركة في يوم افتتاح الحديقة. وكان جميع العاملين سنة 2002. من أصول اوروبيه.

###### Class of 2003
نيل بيكيت، تاجر
توتي كمارتا، الموسيقى
إدنا فرانسيس ديزني بلو ريبن
ليليان ديزني بلو ريبن
أورلاندو فيرانت، مجموعة البحث والتطوير في ديزني
ريتشارد فلايشر، الأفلام
فلويد قوتفريدسون، انميشن بلو ريبن
بدي هاكيت، أفلام ومسلسل بلو ريبن
هاريسون «بز» برايس، اقتصادي البحوث
آل تاليفيرو، رسم انميشن بلو ريبن
إيلين وودز، الموسيقى والصوت
ملاحظة: نتيجة للخلاف الذي حدث بين روي إي.ديزني والشركة ترحيل بوب إيقر، أحد الرؤساء التنفيذيين بجانب مايكل ايسنر.

###### 2004
بيل أندرسون، أفلام ومسلسلات
تيم كونواي، أفلام
رولي كرمب، مجموعة البحث والتطوير في ديزني
 أليس ديفيس، مجموعة البحث والتطوير في ديزني
كارين دوتريس، الأفلام ومسلسلات
ماثيو غاربر، الأفلام
ليونارد هـ. غولدنسون، المسلسلات
بوب جور، مجموعة البحث والتطوير في ديزني
رالف كينت، مجموعة البحث والتطوير في ديزني والجذب الإعلامي
 اروين كوستال، الموسيقى
 ميل شو، الرسوم المتحركة

###### 2005
تشاك أبوت، الحدائق وحدائق بلو ريبن
ميلت ألبرايت، الحدائق والمنتجعات
هيديو اميميا، الحدائق وحدائق بلو ريبن
   تشارلز بوير، الحدائق والمنتجعات
راندي برايت، مجموعة البحث والتطوير لرسوم بلو ريبن
جيمس كورا، الحدائق والمنتجعات
روبرت جاني، الحدائق ومنتزهات بلو ريبن
ماري جونز، الحدائق والمنتجعات
ارت لينكلتر، الحدائق والمنتجعات
 ماري آن مانغ، الحدائق والمنتجعات
 ستيف مارتن، الحدائق والمنتجعات
توم ناب، الحدائق والمنتجعات
 جاك أولسن، منتزهات وحدائق بلو ريبن
 سيسلي ريدجن، الحدائق والمنتجعات
 وليام سوليفان، الحدائق والمنتجعات
 جاك فاغنر، الحدائق ومنتزهات بلو ريبن
فاسي والكر، حدائق ومنتجعات
ملاحظة: بمناسبة الذكرى الخمسين لديزني التي وافقت سنة 2005، جميع الحاضرين كانوا من موظفين حدائق ومنتجعات والت ديزني أو مجموعة البحث والتطوير في ديزني، حيث كان لا يوجد رابطة بينهم وبين ديزني لاند. بعد فترة من الزمن عاد الرئيس التنفيذي روي إي. ديزني إلى الشركة وأشرف على تسليم الجوائز.  

###### 2006
تيم كونسيدين، الأفلام والمسلسلات
كيفن كوركوران، الأفلام والمسلسلات
آل ديمبستر، الرسوم المتحركة
دون ادغرين ، مجموعة البحث والتطوير في ديزني
    بول فريس، المسلسلات والأفلام وحدائق بلو ريبن
     بيتر جينينغز ، انميشن بلو ريبن
     السير التون جون ، الموسيقى
     جيمي جونسون ، موسيقى بلو ريبن
     تومي كيرك ، الأفلام والمسلسلات
رانفيت، انميشن بلو ريبن   جو
     ديفيد ستولري ، الأفلام والمسلسلات
     جيني تايلر، الأفلام والمسلسلات

###### 2007
روني ارلدج – تلفاز .
ارت بابيت – رسوم متحركة .
كارل بونجرين – مبتكر.
مارج تشامبي – رسوم.
ديك هيومر – رسوم.
رون لوجان.
لوسيل مارتين – رسوم متحركة .
توم مارفي – إدارة
راندي نيومان – موسيقى
فلويد نورمامن – رسوم
بوب سشيفر.
دايفد سميث.

###### 2008
وأين الوين – رسوم متحركة – صوت.
بوب بوث – إدار.
نيل قالالقر.
فرانك قايفورد – تلفاز .
بورني ماتينسون – رسوم متحركة.
والتر بيروجي – رسوم متحركة.
دورثيا ريدموند – مصممه.
روسي تايلور – رسوم متحركة – صوت.
توشيو كاجامي.
باربرا واتلرز – تلفاز.
اوليفر والك – موسيقى.

###### سنة 2009
توني انسيلوم – رسوم متحركة – صوت.
هاري ارتشيل – فيلم.
باتريك ارثر – فيلم وتلفاز
بيل فارمر – رسوم متحركة – صوت.
استيل قاتي- فيلم – تلفاز.
دون لويكرس – فيلم.
ريو ماكلانه – فيلم – تلفاز.
ليوتو تامبوس ثوماس .
بيتي وايت – فيلم – تلفاز.
روبين ويليامس- فيلم ورسوم متحركة – صوت.

###### سنة 2011
ريجس فيلب – تلفاز .
جيم هيسن – فلم وتلفاز.
جودي بينسون – رسوم متحركة – صوت.
باجي اوهارا – رسوم متحركة – صوت .
ليا سالونقا – رسوم متحركة وصوت.
ليندا – لاركين- رسوم متحركة – صوت.
انيكا نوني روس – رسوم – صوت .
جاك وراثر.
بونيتا وراثر – فيلم.
جاي ويليامز – تلفاز.
بوبويد – إنتاج.
رايموند واستون – إدارة.

###### سنة 2013
توني باكستر – مبتكر.
كولين كامبل – مبتكرة.
ديك كلارك – تلفاز.
بيلي كريستال – فيلم ورسوم متحركة – صوت.
جون قودمان – فيلم ورسوم متحركة – صوت.
ستيفن جوبس – رسوم متحركة.
كلين كان – رسوم متحركة.
أي دي وين – رسوم متحركة وفيلم – صوت.

###### سنة 2015
جورج بودينهايمر – إدارة وتلفاز.
اندرياس ديجي – رسوم متحركة.
جوني ديب – فيلم.
ايفيند ارلي – رسوم متحركة.
داني الفام – موسيقى.
جورج لوكاس -فيلم.
سوزان لوسي – تلفاز.
جولي ريهام -.
كارسون فان – منتج.

###### سنة 2018
كاري فيشر – فيلم .
كلايد جيرونيمي – رسوم متحركة ..
هوبيي قولبيرق – فيلم – تلفاز.
مانيول قونزالس – رسوم متحركة .
مارك هاميل – فيلم .
وأين جاكسون – مبتكر.
جاك كيربي – ناشر.
ستان لي – فيلم وناشر.
قاري مارشال – فيلم وتلفاز.
جولي تايمر – مسرح.
اوبرا وينفري – فيلم وتلفاز